# بالاکوه
بالاکوه یک روستا در  دهستان درام، بخش مرکزی شهرستان طارم، شهرستان طارم، استان زنجان، ایران واقع شده‌است. بالاکوه ۷۶ نفر جمعیت دارد.